# Лазо, Сергей Георгиевич

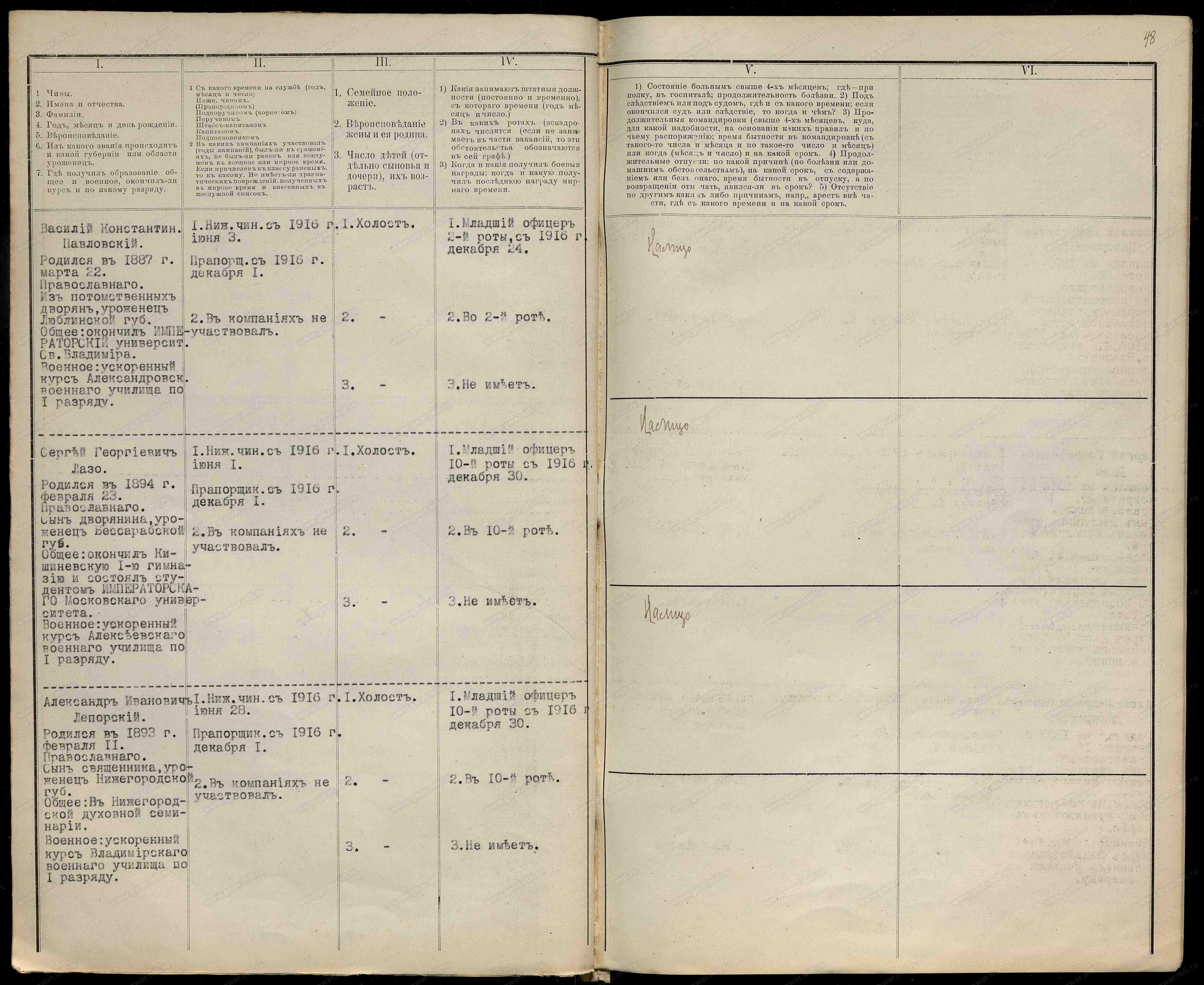
Список (по старшинству в чинах) штаб- и обер-офицерам и классным чиновникам 15-го Сибирского стрелкового запасного полка к 1-му января 1917 года; — страница 48.

Серге́й Гео́ргиевич Лазо́ (23 февраля [7 марта] 1894, Пятра, Оргеевский уезд, Бессарабская губерния, Российская империя — май 1920, Муравьёв-Амурский, Иманский уезд, Приморская область, Дальневосточная республика) — русский дворянин, офицер военного времени Русской императорской армии. В период Революции 1917 года — советский военачальник и государственный деятель, принимавший активное участие в установлении советской власти в Сибири и на Дальнем Востоке, участник Гражданской войны. В 1917 году стал левым эсером, а с весны 1918 — большевиком.

## Биография
Родился в 1894 году в селе Пятра Оргеевского уезда Бессарабской губернии (ныне — в Оргеевском районе Республики Молдова) в семье дворянина молдавского происхождения, землевладельца Георгия Ивановича Лазо и его законной жены Елены Степановны. В 1907 году, после смерти отца, семья переехала в село Езорены, в своё имение. В 1910 году вся семья перебралась в Кишинёв.
Осенью 1912 года, окончив 1-ю Кишинёвскую мужскую гимназию, Сергей Лазо поступил в Петербургский технологический институт, но в 1914 году возвратился в Бессарабию и в связи с болезнью матери некоторое время жил в селе Езорены и в Кишинёве. Осенью 1914 года поступил на физико-математический факультет Московского университета и одновременно на историко-философское отделение народного университета имени Шанявского.

### Служба в Русской императорской армии
Во время Первой мировой войны, в мае 1916 года, был мобилизован в армию и направлен на учёбу в Алексеевское пехотное училище (в Москве). По окончании (по 1-му разряду) ускоренного курса училища, 1-го декабря 1916 года был произведён из юнкеров в прапорщики (со старшинством с 01.10.1916 и с зачислением по армейской пехоте), затем — в подпоручики. С 30 декабря 1916 года служил в Красноярске в 15-м Сибирском стрелковом запасном полку младшим офицером 10-й роты. Там сблизился с политическими ссыльными и вместе с ними стал вести среди солдат пропаганду против войны. Вступил в Партию социалистов-революционеров левой фракции. Принимал активное участие в революционных событиях 1917 года. В военных действиях на фронтах Первой мировой войны участия не принимал.

### Февральская революция
2 марта 1917 года по Красноярску начали распространяться слухи о событиях в Петрограде. Солдаты 4-й роты 15-го Сибирского стрелкового запасного полка на своём собрании постановили отстранить от исполнения обязанностей командира роты подпоручика Смирнова Дмитрия Георгиевича, заявившего о верности присяге, и выбрали своим командиром прапорщика Сергея Лазо, избрав его одновременно делегатом в Красноярский Совет рабочих и солдатских депутатов. В ночь со 2 на 3 марта были проведены выборы в Совет почти во всех ротах полка.
3 марта в Красноярск из Иркутска вернулся губернатор Енисейской губернии Яков Гололобов. 4 марта из Петрограда пришло распоряжение об увольнении губернатора. Гололобов сказался больным и был взят под домашний арест. Представители Красноярского Совета — пять вооружённых отрядов под командованием прапорщика Лазо — арестовали губернатора Гололобова. Также были арестованы начальник жандармского управления и жандармские офицеры, полицмейстер. Полиция в Красноярске была расформирована и заменена милицией. Председатель окружного суда был отстранён от должности. Вечером собралась городская дума с участием представителей общественных организаций. Заседание думы происходило на сцене городского театра. Был создан комитет общественной безопасности. Власть перешла к бюро из представителей этого комитета и Совета рабочих, солдатских и казачьих депутатов. Председателем бюро состоял известный общественный деятель доктор В. М. Крутовский.
В марте 1917 года 23-летний Сергей Лазо стал членом полкового комитета, председателем солдатской секции Совета. Председателем самого Совета был Яков Дубровинский. В июне Красноярский Совет послал Сергея Лазо в качестве своего делегата в Петроград на I Всероссийский съезд Советов рабочих и солдатских депутатов. На этом съезде произошёл известный демарш Ленина. Речь Ленина произвела большое впечатление на Лазо, радикализм вождя большевиков ему очень понравился. Вернувшись в Красноярск, Лазо организовал там красногвардейский отряд. 27 июня 1917 года был образован губернский исполнительный комитет Красноярского Совета рабочих и солдатских депутатов.

### Осень-зима 1917. Красноярск. Омск. Иркутск
В октябре 1917 года Лазо стал делегатом I Всесибирского съезда Советов (16-23 октября 1917 года, Иркутск), на котором присутствовали 184 делегата, представлявших 69 Советов Сибири и Дальнего Востока. 24 октября в Петрограде началось вооружённое восстание большевиков, направленное на свержение Временного правительства. 28 октября в Красноярске на заседании исполнительного комитета Красноярского Совета блок большевиков, левых эсеров и анархистов (так называемый «левый блок»), ставя целью дальнейшее развитие революции, поддержал захват власти Советом. На этом заседании Совет поручил Лазо занять все правительственные учреждения и арестовать представителей Временного правительства в городе.
В ночь на 29 октября 1917 года прапорщик Лазо поднял по боевой тревоге приверженные большевикам воинские части гарнизона. Они заняли все государственные учреждения, а высших чиновников заключили в тюрьму. Комиссар Временного правительства при Иркутском военном округе сообщал об этом в ставку верховного командования: «Большевики заняли казначейство, банки и все правительственные учреждения. Гарнизон — в руках прапорщика Лазо». 30 октября губернский ИК первым в Сибири заявил о переходе к нему всей власти в губернии.
После большевистского переворота в Омске при участии кадетов и эсеров была создана антибольшевистская организация «Союз спасения отечества, свободы и порядка». 1 ноября 1917 года произошло выступление юнкеров Омской школы прапорщиков, которые поддерживали Керенского и входили в антибольшевистскую организацию «Союз спасения отечества, свободы и порядка». Они захватили склад вооружения одного из полков, заняли штаб округа и задержали вызванного в школу командующего войсками. Красногвардейские отряды, среди которых был и Сергей Лазо, подавили выступление юнкеров.
В декабре 1917 года в Иркутске произошло выступление юнкеров, казаков, офицеров и студентов. «Левый блок» направил на помощь большевикам Иркутска отряды красногвардейцев, которыми руководили В. К. Каминский, С. Г. Лазо, Б. З. Шумяцкий. 26 декабря в Иркутске шли ожесточённые бои. Сводный отряд солдат и красногвардейцев под началом С. Г. Лазо после многочасовой схватки захватил Тихвинскую церковь и повёл наступление по Амурской улице, пытаясь пробиться к Белому дому, однако к вечеру контратакой юнкеров красные части были выбиты из города, С. Г. Лазо с бойцами были взяты в плен, а понтонный мост через Ангару был разведён. 29 декабря было объявлено перемирие, однако в последующие дни советская власть в Иркутске была восстановлена. Лазо был назначен военным комендантом и начальником гарнизона г. Иркутска.

### Гражданская война (1918—1920)
С начала 1918 года Лазо назначен членом Центросибири, в феврале-августе 1918 года — командующим войсками Даурского (Забайкальского) фронта, действовавшего против войск атамана Семёнова. В это же время Лазо перешёл от эсеров к большевикам. Осенью 1918 года, после падения большевистской власти на востоке России, ушёл в подполье и занялся организацией партизанского движения, направленного против Временного Сибирского правительства, а затем против Верховного правителя адмирала А. В. Колчака. С осени 1918 года — член подпольного Дальневосточного областного комитета РКП(б) во Владивостоке. С весны 1919 года командовал партизанскими отрядами Приморья. С декабря 1919 года — начальник Военно-революционного штаба по подготовке восстания в Приморье.
Лазо был одним из организаторов восстания во Владивостоке 31 января 1920 года, в результате которого была свергнута власть наместника адмирала А. В. Колчака в Приморье — главного начальника Приамурского края генерал-лейтенанта С. Н. Розанова и сформировано «Временное правительство Дальнего Востока», подконтрольное большевикам. Успех восстания во многом зависел от позиции офицеров школы прапорщиков на Русском острове. Лазо прибыл к ним от имени руководства восставших и обратился с речью:

Памятник во Владивостоке с цитатой на памятной доске

За кого вы, русские люди, молодёжь русская? За кого вы?! Вот я к вам пришёл один, невооружённый, вы можете взять меня заложником… убить можете… Этот чудесный русский город — последний на вашей дороге! Вам некуда отступать: дальше чужая страна… чужая земля… и солнце чужое… Нет, мы русскую душу не продавали по заграничным кабакам, мы её не меняли на золото заморское и пушки… Мы не наёмными, мы собственными руками защищаем нашу землю, мы грудью нашей, мы нашей жизнью будем бороться за родину против иноземного нашествия! Вот за эту русскую землю, на которой я сейчас стою, мы умрём, но не отдадим её никому!

6 марта 1920 года Лазо был назначен заместителем председателя Военного совета Временного правительства Дальнего Востока — Приморской областной земской управы, примерно в это же время — членом Дальбюро ЦК РКП(б).

### Арест и гибель
После Николаевского инцидента, во время которого был уничтожен японский гарнизон, в ночь с 4 на 5 апреля 1920 года Лазо был арестован японцами, а в конце мая 1920 года Лазо и его соратники А. Н. Луцкий и В. М. Сибирцев были вывезены японскими войсками из Владивостока и переданы казакам-белогвардейцам. Согласно распространённой версии, после пыток Сергея Лазо сожгли в паровозной топке живьём, а Луцкого и Сибирцева сначала застрелили, а затем — сожгли в мешках. Однако уже в апреле 1920 года японская газета Japan Chronicle сообщила, что он будто бы расстрелян во Владивостоке, а труп сожжён. Несколько месяцев спустя появились утверждения со ссылкой на безымянного машиниста, видевшего, как на станции Уссури японцы передали казакам из отряда Бочкарёва три мешка, в которых были три человека. Казаки попытались затолкать их в топку паровоза, но они сопротивлялись, тогда их расстреляли и мёртвыми засунули в топку.
В последнем издании «Истории Дальнего Востока России» эта версия гибели Лазо описывается как легенда; указывается, что реально отверстие паровозной топки было очень маленьким (64 × 45 см), как в паровозе П-36. Утверждается также, что американский паровоз 1917 года выпуска, в котором, как считается, был сожжён Лазо, и который ныне воздвигнут на постаменте, в реальности был поставлен в СССР по ленд-лизу во время Второй мировой войны. Один из советских краеведов разыскал документы о том, что Лазо под именем прапорщика Козленко был расстрелян на Эгершельде и затем там же и сожжён. Органами СМЕРШ в 1945 году был арестован в Китае бывший казак, стоявший в оцеплении на Эгершельде, когда массово расстреливали арестованных большевиков и партизан, захваченных в ночь на 5 апреля 1920 года. Был среди них и прапорщик Козленко, в котором казак опознал Лазо. Японцы спокойно наблюдали за этой экзекуцией. Тело Лазо сожгли там же, на Эгершельде. Историк П. А. Новиков отмечает, что казнь советских руководителей стала ответом за убийство красными на станции Верино в ночь на Пасху 25 апреля 123 офицеров, тела которых были сброшены в реку Хор.

## Память
В годы советской власти именем Сергея Лазо были названы улицы во многих городах и посёлках на территории СССР, а также несколько населённых пунктов. Помимо этого:
В России:
- После гибели С. Г. Лазо станция Муравьёв-Амурский Уссурийской железной дороги, где он погиб, была переименована в станцию Лазо.
- В Приморском крае есть Лазовский район.
- В Хабаровском крае — район имени Лазо. Бюст Сергея Лазо в Хабаровске был установлен в 1982 году на Краснореченской улице, дом 45, на территории училища № 32.
- Во Владивостоке в сквере рядом с Приморским драматическим театром на постаменте разрушенного памятника адмиралу Завойко установлен памятник Сергею Лазо.
- В Верхнебуреинском районе Хабаровского края в сельском поселении Алонка (одноимённая станция на БАМе) возле школы № 19 установлен бюст Сергею Лазо. Связано это с тем, что данный объект проектировала и строила Молдавская ССР.
- В городе Уссурийске Приморского края 25 октября 1972 года к 50-летней годовщине окончания Гражданской войны на Дальнем Востоке установлен паровоз-памятник Ел−629, в топке которого были сожжены революционеры.
- Большой десантный корабль проекта 1171 БДК-66 «Сергей Лазо» (1975—1994) входил в состав Тихоокеанского флота.
- В Благовещенске, Краснодаре, Красноярске, Москве, Орле, Песчанке (Красноярский край), Чите есть улица Лазо.
- В Улан-Удэ есть микрорайон Лазо.

В Молдавии:
- Бессарабское село Пятра, где он родился, после присоединения края к СССР было также переименовано в Лазо, а после обретения Молдавией независимости в 1991 году вновь переименовано в Пятру. Улицы Лазо в нескольких молдавских городах, кроме Кишинёва, и Лазовский район бывшей Молдавской ССР после распада СССР были также переименованы.
- С 1944 по 1991 год молдавский город Сынжерей назывался Лазовск.
- В Кишинёве установлен памятник Сергею Лазо на пересечении улиц Дечебал и Сармизеджетуса.
- В советские годы в Кишинёве функционировал музей Котовского и Лазо, ликвидированный в 1990-е годы.
- Имя носил Кишинёвский политехнический институт.

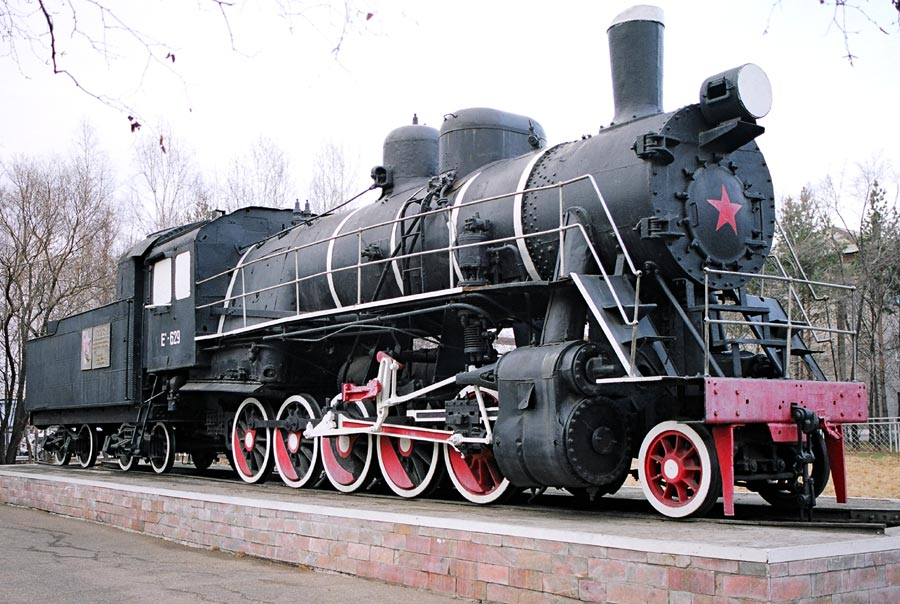
Паровоз Ел−629, в топке которого был предположительно сожжён Сергей Лазо, в 1972 году установлен как памятник на станции Уссурийск
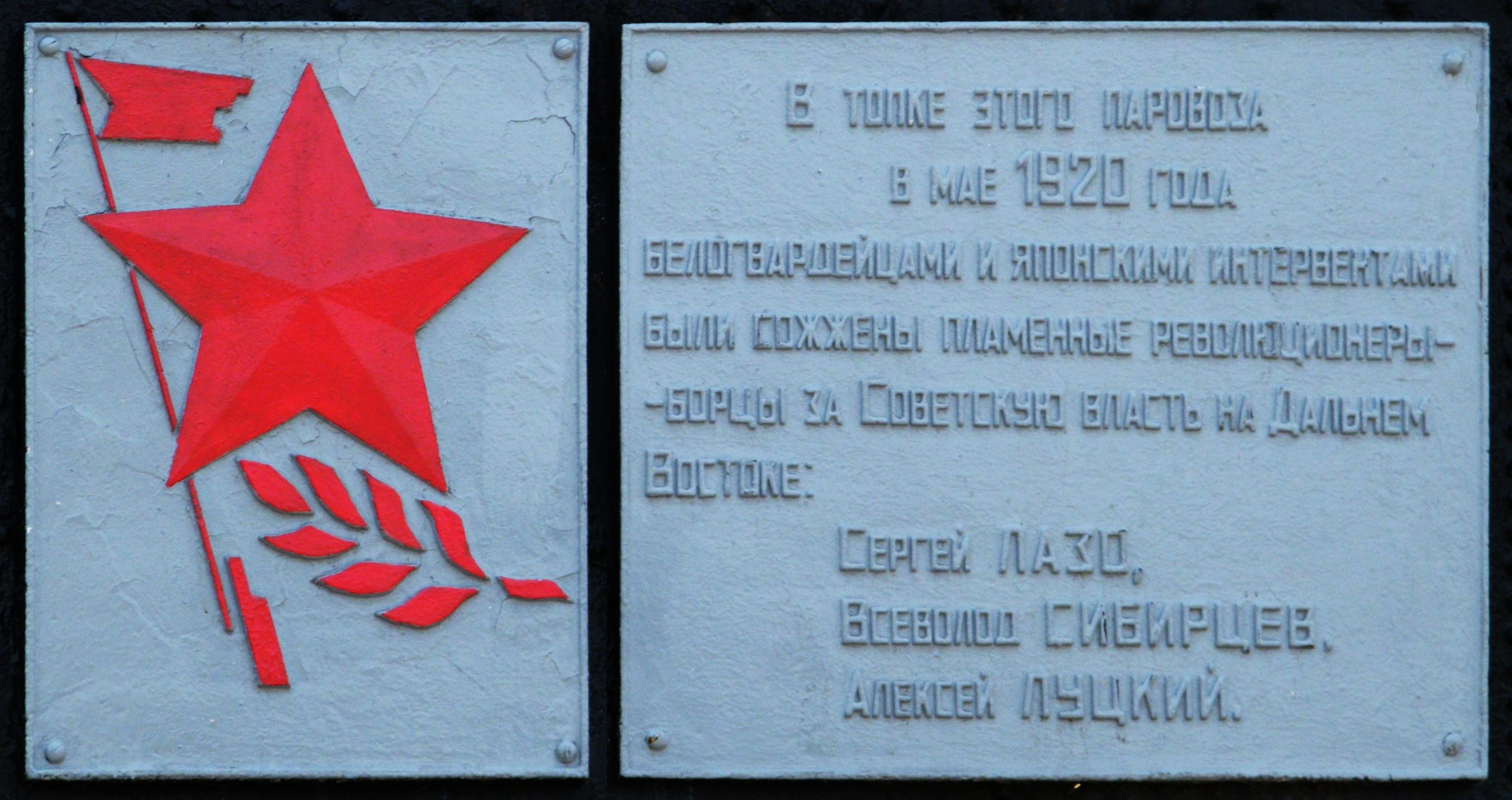
Мемориальная табличка на тендере паровоза Ел−629
Мемориальная доска в Минске, на улице Лазо
Памятник во Владивостоке
Памятник в Переяславке (район им. Лазо, Хабаровский край)
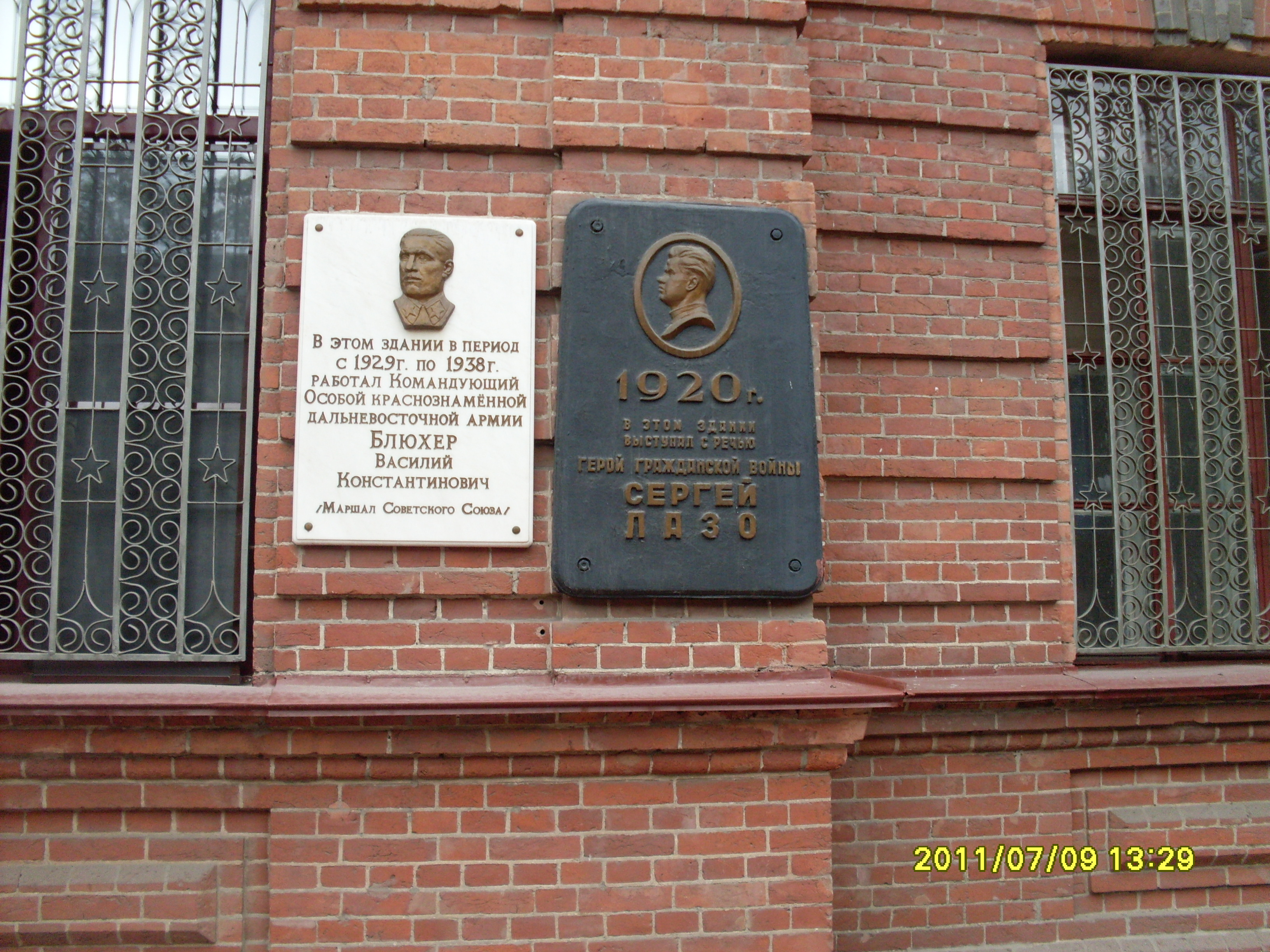
Мемориальная доска на здании штаба Восточного военного округа в Хабаровске.

### В искусстве
- В песне «Большевик Сергей Лазо» (1938) композитора Вадима Кочетова на слова Бориса Турганова.
- Сергей Лазо является одним из героев романа К. Седых «Даурия» (1948).
- В 1961 году издательством «ИЗОГИЗ» была выпущена открытка с изображением С. Лазо.
- В 1968 году был снят художественный фильм-биография «Сергей Лазо». В роли Сергея Лазо — Регимантас Адомайтис.
- В 1980 году состоялась премьера оперы композитора Давида Гершфельда «Сергей Лазо», в которой одну из главных партий исполнила Мария Биешу.
- В 1985 году на киностудии «Молдова-филм» был снят трёхсерийный художественный фильм режиссёра Василия Паскару «Жизнь и бессмертие Сергея Лазо». Фильм рассказывает о жизненном пути Сергея Лазо с момента крещения и до последней минуты жизни. Роль Сергея Лазо исполнил Гедиминас Сторпирштис.
- В повести Виктора Пелевина «Жёлтая стрела» (1993) упоминается «гранёный флакон дорогого коньяка „Лазо“ с пылающей паровозной топкой на этикетке».
- В песне «Вальс № 1» (альбом «На нелегальном положении» 1998 г.) рок-группы «Адаптация» упоминается одна из версий гибели Сергея Лазо.
- Смерть Сергея Лазо упоминается в песне «Птицы» (альбом «Скатертью дорога» 2001 г.) рок-группы «Монгол Шуудан»: «Видел, как в печурке бьётся об угли Лазо».

### В филателии

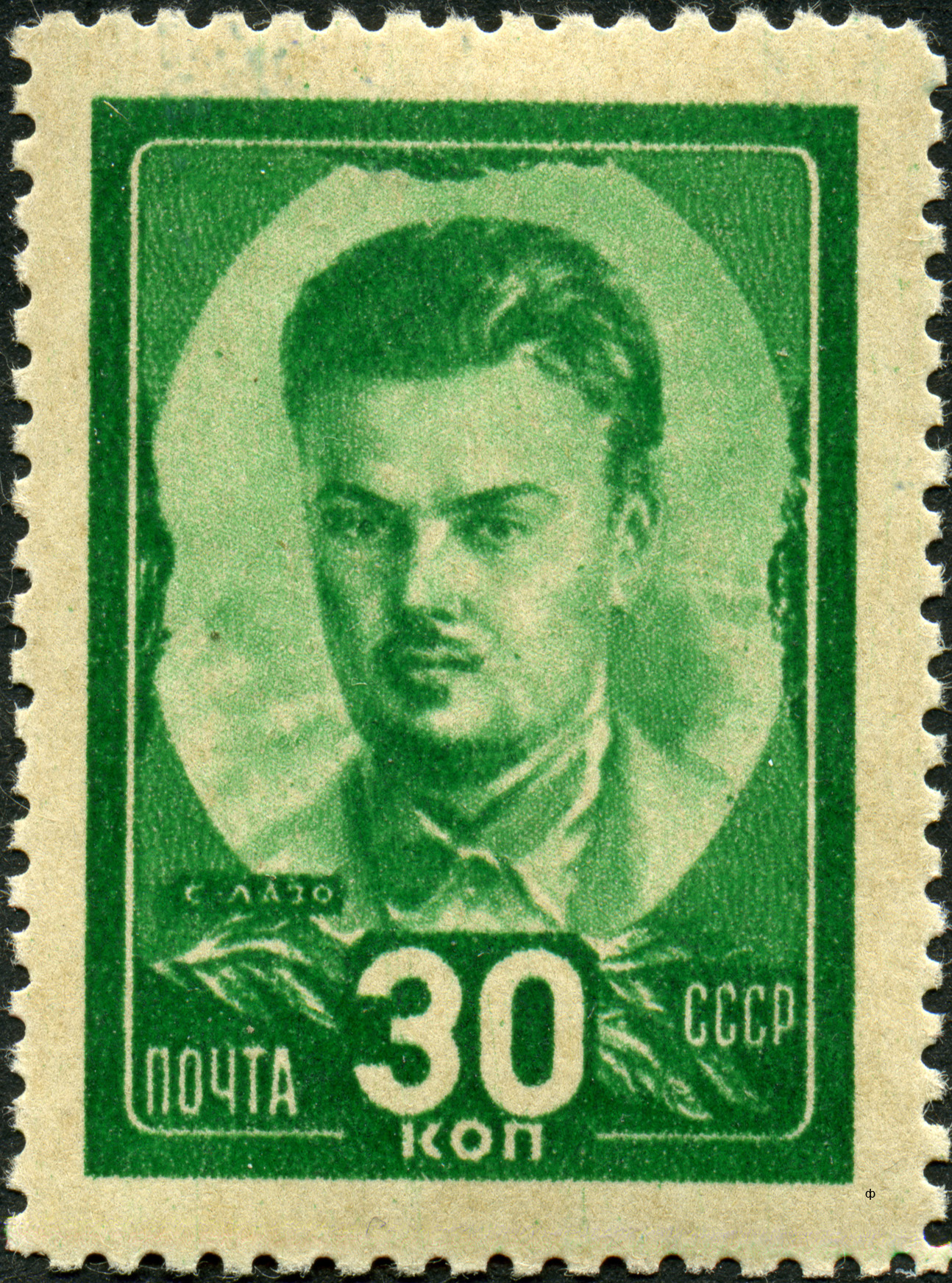
На почтовой марке (СССР, 1944 год)
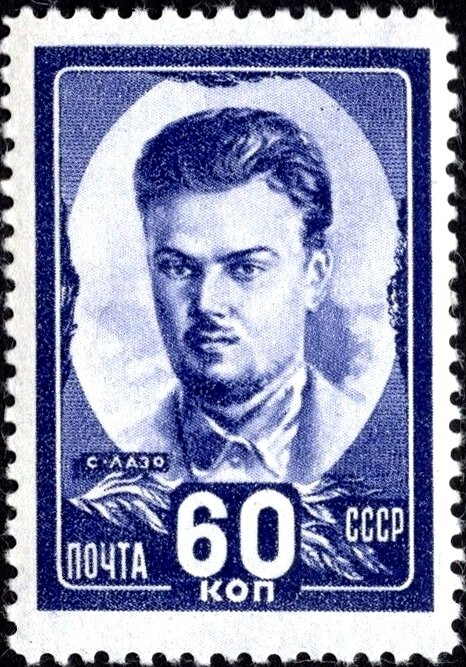
На почтовой марке (СССР, 1948 год)

## Семья
Отец — Георгий Иванович Лазо (1865—1903). В 1887 году, в период репрессий царского правительства против революционно настроенных студентов, был исключён из Петербургского университета и переехал на постоянное местожительство в Бессарабию. Его родители — Иван Иванович Лазо (1824—1869) и Матильда Фёдоровна Фэзи (1833—1893). Их могилы сохранились до сих пор на погосте в селе Пятры, а в их бывшем имении находится действующий музей-усадьба. Мать Матильды — Мария Егоровна Эйхфельдт, урождённая Мило (1798—1855) — признанная красавица, была дружна с Пушкиным во время его пребывания в Бессарабии. Поэт упоминал её в своих стихотворениях. Мария Егоровна рано овдовела и вторично вышла замуж за выходца из Швейцарии Фёдора (Теодора) Фэзи. Матильда Фёдоровна воспитывалась в Киевском институте благородных девиц. 6 января 1873 года утверждена в должности начальницы Кишинёвской женской гимназии.
Мать — Елена Степановна. Получила высшее агрономическое образование в Одессе и Париже. Много времени уделяла общественно полезной работе среди местных крестьян. В Кишинёве организовала общежитие для работниц. В доме Лазо была большая библиотека, которой свободно пользовались и дети. Родители не отгораживали своих детей от общения с крестьянами и их детьми, прививали им трудовые навыки, дисциплину, закаляли их физически, воспитывали в них честность и уважение к трудовым людям.
Жена — Ольга Андреевна Грабенко (1898—1971). Член ВКП(б) с 1916, участница гражданской войны в составе партизанского отряда Приморья, которым командовал Лазо. Затем историк, кандидат исторических наук, преподаватель Военной академии им. М. В. Фрунзе. Похоронена на Новодевичьем кладбище (3 участок).
Дочь — Ада Сергеевна Лазо (1919, Владивосток — 1993, Москва). Филолог, редактор Детгиза. В 1940 году вышла замуж за Владимира Васильевича Лебедева (1891—1967). В 1959 году выпустила книгу воспоминаний об отце «Лазо С. Дневники и письма» (Владивосток).